# MOS Technology 6507

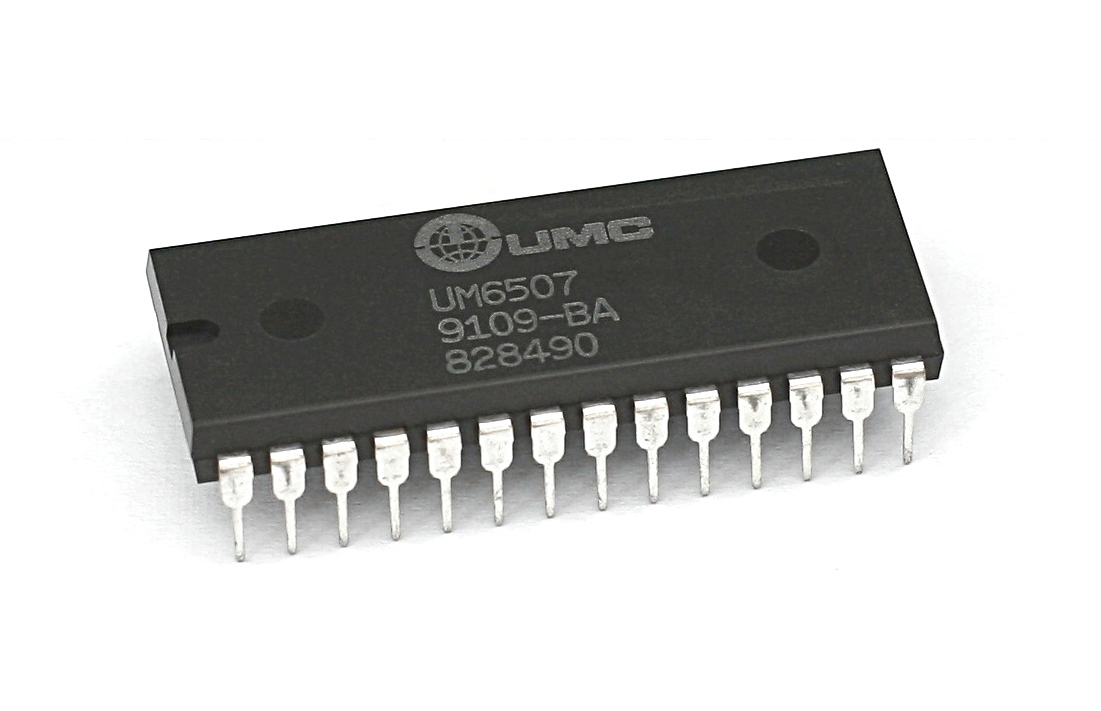
MOS 6508 (aussi appelé UMC UM6507).

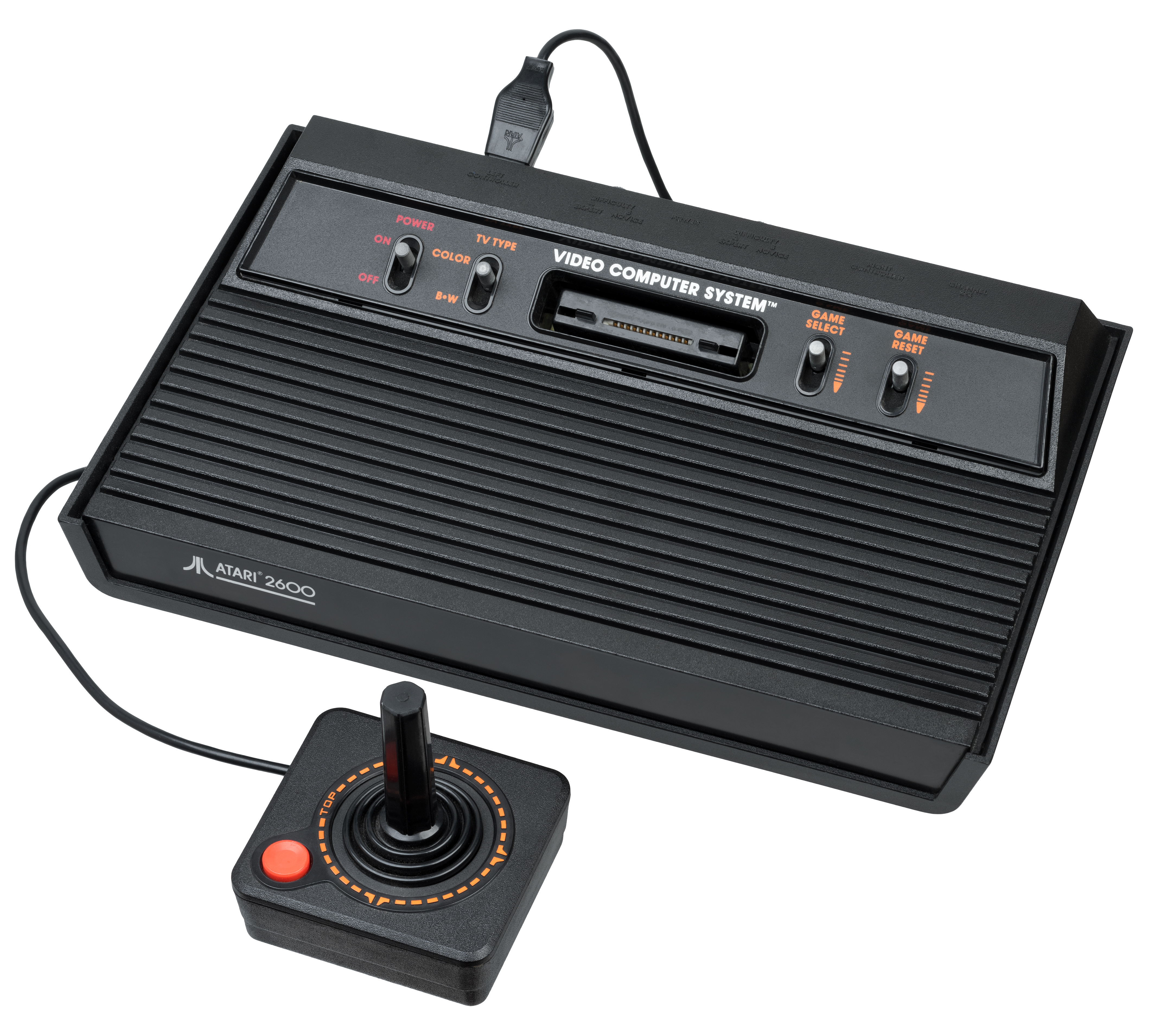
La console Atari 2600 d'Atari.

Le processeur MOS Technology 6507 est un microprocesseur 8-bit de la société MOS Technology.
Variante du MOS Technology 6502, bus d'adresse de 13 bits (8 Kbytes) 
Il a été utilisé dans la console de jeu vidéo Atari 2600 de 1977 à 1991